# Augusto Timoteo Vandor
Augusto Timoteo Vandor (Bovril, 26 febbraio 1923 – Buenos Aires, 30 giugno 1969) è stato un sindacalista argentino.

## Biografia
A diciott'anni non ancora compiuti si arruolò nella marina militare argentina. Dopo aver studiato alla ESMA, Vandor fu inquadrato come sottoufficiale macchinista a bordo del dragamine ARA Comodoro Py. Si congedò dalla marina nel 1947 con il grado di cabo primero. Dopo aver svolto vari lavori fu assunto nella fabbrica Philips di Buenos Aires. Qui iniziò a svolgere attività sindacale facendosi conoscere per la sua abilità (per questa ragione fu soprannominato El lobo, il lupo) nelle trattative e venendo così nominato delegato della Unión Obrera Metalúrgica (UOM). Nel 1954 Vandor guidò con successo uno sciopero per ottenere migliorie salariali emergendo così nel panorama dei sindacalisti argentini. In seguito alla Rivoluzione Liberatrice del 1955 che rovesciò il governo di Juan Domingo Perón, Vandor fu imprigionato e licenziato dalla Philips. Riapparve sulla scena sindacale solo nel 1958, quando il radicale Arturo Frondizi fu eletto presidente e l'attività sindacale fu nuovamente autorizzata dalla Legge 14.250, che permise anche, secondo quanto sarebbe stato segretamente concordato tra Frondizi e Perón, il ritorno dei peronisti alla guida dei principali comitati sindacali. Vandor, che avrebbe incontrato Perón in esilio a Ciudad Trujillo, riuscì a diventare il capo UOM e successivamente, dal gennaio 1963, ad assumere la direzione delle 62 organizzazioni sindacali peroniste, diventando così l'uomo più influente della CGT.
Vandor fu il principale promotore dell'Operativo Retorno (Operazione Ritorno), progettato per consentire a Perón di tornare in Argentina dal suo esilio spagnolo. Il 2 dicembre 1964, un gruppo di cospiratori, guidata da Vandor, partì per Madrid per scortare l'ex presidente nel suo viaggio di ritorno. Tuttavia, al loro arrivo all'aeroporto di Galeão di Rio de Janeiro, il governo militare brasiliano ordinò alla Commissione, su richiesta del governo argentino di Arturo Illia, di tornare indietro. Nell'entourage di Perón cominciò a emergere il sospetto che l'operazione fallita fosse stata in realtà una manovra di Vandor per dimostrare al popolo argentino che Perón non poteva tornare nel Paese e che un peronismo senza Perón era quindi inevitabile - tesi fondante del movimento neoperonista, il cui principale sostenitore era indiscutibilmente lo stesso Vandor. Da allora, i rapporti tra Vandor e Perón peggiorarono e il conflitto giunse al culmine durante le elezioni provinciali del 1965, quando Perón inviò la moglie Isabel Isabel in Argentina per appoggiare i tandem di candidati peronisti e ripudiare quelli vandoristi.
Nel gennaio 1966, pochi giorni dopo che tutti i suoi candidati erano stati sconfitti da quelli di Perón, Vandor fu oggetto di un attentato all'ippodromo di San Isidro, dal quale uscì illeso.
Nella prima metà del 1966 si verificarono alcuni scontri interni al sindacalismo peronista e alla stessa UOM. Il 13 maggio dello stesso anno, il Congresso nazionale del sindacato iniziò le sue sessioni ad Avellaneda sobborgo industriale sud-orientale di Buenos Aires. Durante una pausa in un ristorante si verificò uno scambio di colpi d'arma da fuoco tra i principali leader dell'UOM, tra cui Vandor e il suo vice, Rosendo García, e i delegati del peronismo rivoluzionario, tra cui Domingo Blajaquis e Juan Salazar; la sparatoria provocò la morte di tre persone tra cui Blajaquis, Salazar e Rosendo García. Il 28 giugno successivo il governo del radicale Arturo Illia fu rovesciato da un nuovo colpo di stato militare, guidato dal generale Juan Carlos Ongania e di cui Vandor fu uno dei protagonisti. In questa veste partecipò alla cerimonia di insediamento di Onganía ed espresse alla stampa la sua soddisfazione per le buone intenzioni del nuovo presidente nei confronti del movimento operaio organizzato. La gestione autoritaria e collaborazionista di Vandor causò la nascita in seno al mondo sindacale nascere un nucleo di oppositori in disaccordo con le politiche della dittatura e con la gestione vandorista. Così, quando nel maggio 1968 il Congresso di normalizzazione della CGT si riunì a Buenos Aires, le sessioni si conclusero bruscamente con la scissione della centrale sindacale nella CGT Azopardo (dal nome di calle Azopardo, l'indirizzo della sede centrale della CGT), guidata da Vandor, e nella CGT de los Argentinos (CGTA), guidata dal leader dei grafici, Raimundo Ongaro.
Vandor fu ucciso con cinque colpi di pistola il 30 giugno 1969, nei suoi uffici della UOM, in quella che fu chiamata operazione Giuda. Gli autori hanno lasciato una bomba che, esplodendo, ha distrutto parte dell'edificio. Un gruppo peronista di estrema sinistra, l'Ejército Nacional Revolucionario, rivendicò la responsabilità dell'attentato nel febbraio 1971. D'altra parte, diversi autori indicano come responsabili dell'omicidio figure e gruppi come Dardo Cabo e la CGT de los Argentinos.